# Cindy & Bert
Cindy & Bert was een populair schlagerduo uit de jaren 70.

## Geschiedenis
Norbert Berger (12 september 1945, Völklingen – 14 juli 2012, Düsseldorf) zong in een band die een zangeres zocht. Ze vonden Jutta Gusenburger (geb. 26 januari 1948 in Völklingen), traden eerst op als Jutta und das Quintett Royal  maar vanaf 1965 gingen ze als Cindy & Bert door het leven.
Op 20 mei 1967 trouwde het paar, ze kregen één zoon: Sascha.
Hun eerste hit Saturday Morning was een bescheiden succes, naarmate er meer opgetreden werd gaf Bert zijn werk op om zich volledig op de showbizz te storten. In 1972 namen ze aan de Duitse preselectie voor het Eurovisiesongfestival deel met het nummer Geh die Straße, maar ze konden niet winnen. Een jaar later deden ze opnieuw mee met Wohin soll ich gehen?, weer wonnen ze niet maar datzelfde jaar hadden ze wel hun grootste hit Immer wieder Sonntags. De songtekst van dit liedje werd geschreven door Dries Holten, ook bekend van het duo Sandra & Andres. Die hit moet de mensen vertrouwen gegeven hebben want een jaar later stonden ze wel op het songfestivalpodium met Die Sommermelodie, helaas werden ze laatste. In 1978 wilden ze herkansen met Chanson d'été  maar ze konden niet winnen. Ze hadden intussen nog wel hits gehad als Spaniens Gitarren en Wenn die Rosen erblühen in Malaga. Ze waren het succesrijkste schlagerduo uit de jaren 70.
In 1984 leenden ze hun stemmen voor de televisietekenfilm Saarlodris. In 1988 ging het koppel uit elkaar en gingen ze, ook muzikaal, elk hun eigen weg.
Cindy ging als Cindy Berger solo en had successen met Und leben will ich auch en Bleib' heut' bei mir. Ze zong ook samen met Roger Whittaker.
Bert Berger schreef liedjes en produceerde ze verder.
Midden jaren 90 traden ze nog eens samen op, twee jaar later namen ze zelfs een nieuw lied op Ich habe die Rose geseh'n waarmee ze als 7de eindigden bij het Schlagerfestival. Het duo trad daarna nog jarenlang samen op, totdat Bert in 2012 op 66-jarige leeftijd aan een longontsteking overleed.
Cindy & Bert werden gezien als het droompaar van de Duitse schlager.

## Singles
- Cäsar und Cleopatra 1969
- Rot war der Mohn 1970
- Der Hund von Baskerville 1971
- Ich fand eine Hand 1971
- Geh die Straße 1972
- Hallo Herr Nachbar 1973
- Immer wieder Sonntags 1973
- Ich komm bald wieder 1973
- Spaniens Gitarren 1973
- Aber am Abend, da spielt der Zigeuner 1974
- Die Sommermelodie 1974
- Wenn die Rosen erblühen in Malaga 1975
- Addio mia bella musica 1976
- How do you do, my darling 1976
- Rosen aus Rhodos 1977
- Im Fieber der Nacht (You're the one that I want) 1978
- Darling 1978
- Nach all den Jahren 1987
- Noche de Luna 1987
- Ich habe die Rose geseh'n 1997

## Albums
- Jeder braucht jeden
- Komm gib mir mehr
- Zwei Menschen und ein Weg
- Die Lieder unserer Welt
- Sie und er - er und sie
- Unsere größten Erfolge
- Die Musik ist schuld daran
- Wenn die Rosen erblühen in Malaga
- Musik am Abend
- Weihnachtsplatte und Schöne Ferien (samen met Peter Rubin en Freddy Breck)
- Wie es euch gefällt
- Addio mia bella musica
- Rosen aus Rhodos
- Darling
- Träume
- Traumboy-Party

## Discografie

### Albums
| Album met eventuele hitnotering(en) in de Nederlandse Album Top 100 | Datum van verschijnen | Datum van binnenkomst | Hoogste positie | Aantal weken | Opmerkingen      |
| ------------------------------------------------------------------- | --------------------- | --------------------- | --------------- | ------------ | ---------------- |
| Schlager rendez-vous                                                |                       | 20-9-1975             | 43              | 4            | mit Freddy Breck |

### Singles
| Single met eventuele hitnotering(en) in de Nederlandse Top 40 | Datum van verschijnen | Datum van binnenkomst | Hoogste positie | Aantal weken | Opmerkingen                   |
| ------------------------------------------------------------- | --------------------- | --------------------- | --------------- | ------------ | ----------------------------- |
| Immer wieder Sonntags                                         |                       | 26-5-1973             | 8               | 12           | #8 in de Daverende 30         |
| Ich komm' bald wieder                                         |                       | 1-9-1973              | 15              | 6            | #17 in de Daverende 30        |
| Freitagabend                                                  |                       | 24-11-1973            | 31              | 2            |                               |
| Aber am Abend da spielt der Zigeuner                          |                       | 17-8-1974             | 18              | 8            | #19 in de Nationale Hitparade |
| Wenn die Rosen erblühen in Malaga                             |                       | 6-9-1975              | 32              | 3            | #27 in de Nationale Hitparade |